# 博多祇園山笠

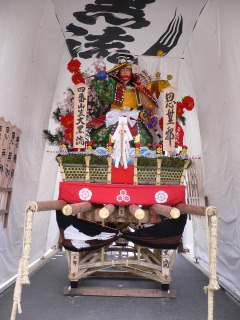
舁き山

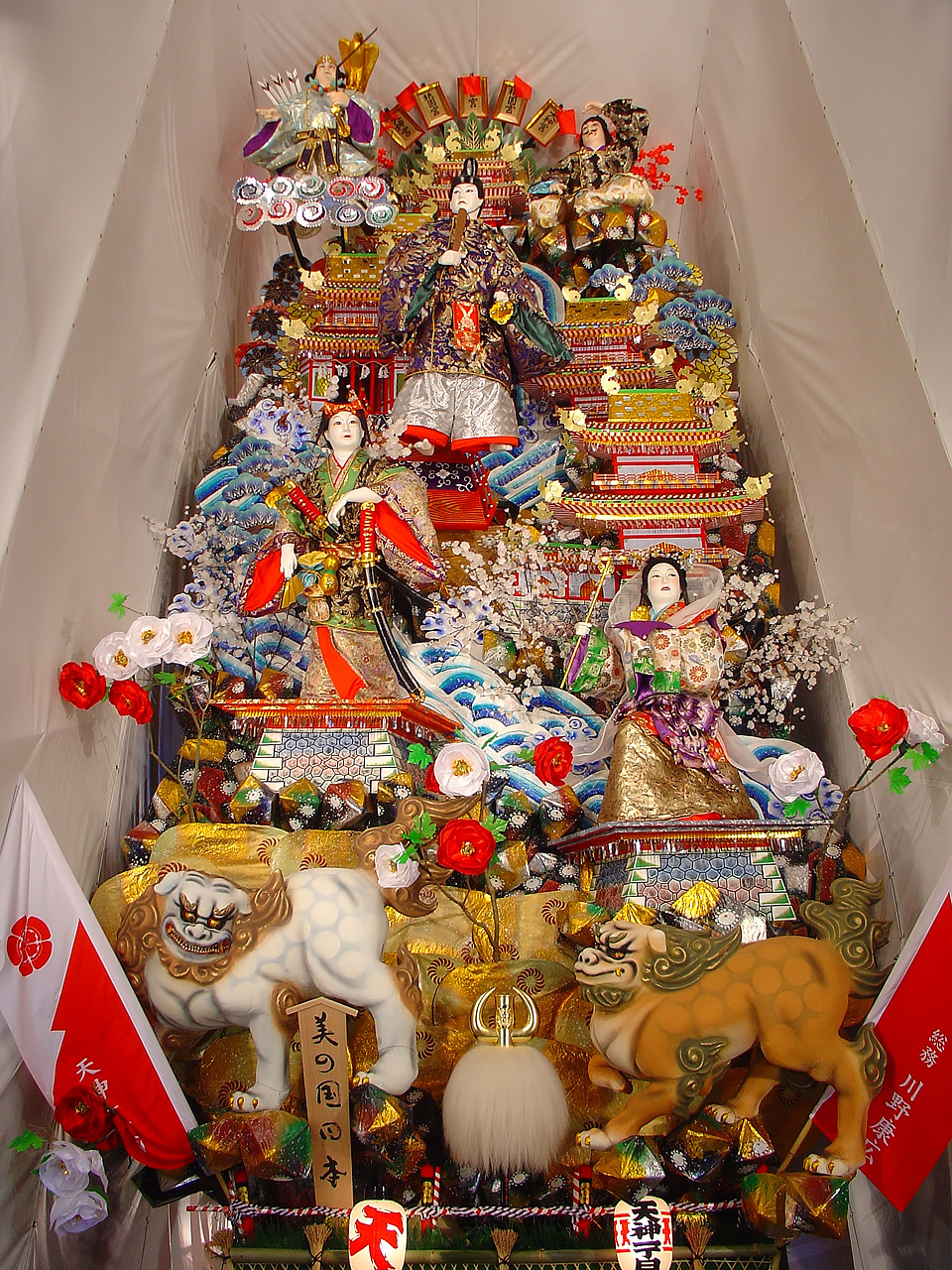
飾り山

博多祇園山笠（はかたぎおんやまかさ）は、博多の総鎮守として知られる櫛田神社（福岡市博多区）に山笠と呼ばれる作り山を奉納する神事（祇園祭礼）。国の重要無形民俗文化財に指定されている。
祭礼期間は歴史的変遷を経て毎年7月1日から15日となっている。最終日の未明には関係者が参列して櫛田神社祇園例大祭が執り行われる。そして近隣の町で構成される「流（ながれ）」ごとに山笠を奉納した後（櫛田入り）、山笠を所定の順路を競って巡行する「追い山」が行われる。各地に伝わる素戔嗚尊に対して奉納される祇園祭の一つで、博多どんたくとともに博多を代表する祭りである。

## 概要
福岡市博多区の博多部（那珂川と御笠川（石堂川）間の区域）で行われる。「博多祇園山笠行事」として国指定民俗文化財（重要無形民俗文化財）に指定されている（所有者は博多祇園山笠振興会）。櫛田神社の氏子が行う奉納行事で、地域住民が伝統的に催す町内行事である。
参加者や福岡市民などからは「山笠」「ヤマカサ」とも略称される。祭礼そのものを指す「山笠」と区別するため、神輿に相当する山笠を「山」「ヤマ」と称することがある。山笠を担いで市内を回ることを山笠を「舁く」（かく）、担ぐ人を「舁き手」（かきて）と称する。
「博多祇園山笠」（登録商標第5006232号ほか）や「博多山笠」（登録商標第5006233号ほか）に関する商標権は博多祇園山笠振興会などの団体が所有している。
豊臣秀吉による太閤町割の後、江戸時代の前期には「流」（ながれ）と呼ばれる複数の町で構成する町組織が形成され、当番町を決め、その責任によって山笠行事一切の運営を取り仕切るとともに、流各町には年寄、中年、若手という年齢組織が組み込まれ、町組織と祭礼組織が一体化して運営されてきた。特に最終日には山笠を建てた流ごとに櫛田神社に山笠番付（一巡するまで毎年順位が繰り上がる輪番制）の順に山笠を奉納し（櫛田入り）、その後、所定の順路を競って舁き運ぶ「追い山」が行われる。この追い山の予行演習として3日前の午後に「追い山馴らし」が行われる。戦後の一時期、山笠を建てた流は14流に増えたが現在の「流」は恵比須流・大黒流・土居流・東流・西流・中洲流・千代流の7流である（福神流は山笠を建てない）。東流のみ、当番町を持たず流全体で運営する。当事者として祭りに参加できるのは、原則として地域住民および地域出身者のみである。
山笠を巡行する際の掛け声「おっしょい」は1996年（平成8年）に日本の音風景100選に選ばれた。2016年（平成28年）12月1日、博多祇園山笠を含めた日本全国33件の祭が、「山・鉾・屋台行事」としてユネスコ無形文化遺産に登録された。さらに略して「オイサ」ともいう。
博多祇園山笠は女人禁制の祭りで、旧来の流は子供山笠も含めて舁き手は男性のみである。しきたりとして、女性は舁き手の詰め所に入れず、かつては舁き手の詰め所の入口に「不浄の者立入るべからず」と立て札した。「不浄の者」は喪中の者と女性を指しているが、女性差別として2003年（平成15年）に立て札の設置は中止された。代わりに「関係者以外立入るべからず」や「関係者以外立入禁止」の立て札が設置される。

## 歴史

### 起源
博多祇園山笠の起源については、円爾山笠発起説や永享四年祇園山笠成立説など諸説ある。
円爾山笠発起説
鎌倉時代の1241年（仁治2年）に博多で疫病が流行した際、承天寺の開祖で当時の住職である聖一国師（円爾）が、町民に担がれた木製の施餓鬼棚に乗り水を撒きながら町を清めてまわり疫病退散を祈祷したことが発祥とされる。
永享四年祇園山笠成立説
博多祇園山笠の文献上の初見（現存する最古の史料）は『九州軍記』巻之二の永享四年（1432年）六月条である。
なお、室町時代から安土桃山時代にかけての祭礼の様相は資料が僅少で分かっていない点も多い。

### 近世
秀吉による太閤町割の後、江戸時代前期には「流（ながれ）」と呼ばれる近隣の町で構成する町組が形成され、昭和前期まで九つの町組のうち七つの町組が正式参加し、六つの流が「山笠」と呼ばれる作り山を製作して博多の街で山舁きを行った。
さらに1725年（享保10年）頃までには速さを競う「追い山」が形成された。一説には江戸時代1687年（貞享4年）に土居流が東長寺で休憩中、石堂流（現在の恵比須流）に追い越される「事件」が起きた。このとき2つの流が抜きつ抜かれつを繰り広げ町人に受けたことから、担いで駆け回り所要時間を競い合う「追い山」が始まったという。

### 近現代
明治時代になっても江戸時代と同じく祭礼期間は原則として旧暦の6月1日から15日だった。1911年（明治44年）の決議で祭礼期間を新暦の7月1日から15日までとすることになった。なお追い山馴らしが始まったのは1883年（明治16年）である。
1945年（昭和20年）は福岡大空襲の影響で中止となった。
戦後に入り1955年（昭和30年）に「博多祇園山笠振興会」が発足し、当時から「博多部外」の新天町なども飾山笠行事が行われ、1962年（昭和37年）から「博多部外」の福岡市中心部に舁入れる集団山見せなどが行われるようになった。1970年（昭和45年）から小学生が小型の山笠を舁く「子供山笠」も始まった。
2020年（令和2年）は、新型コロナウイルス感染症の流行を受け、次年夏まで延期して戦後初の開催見送りとなった。2021年（令和3年）は、新型コロナウイルス感染症拡大防止の観点から、舁き山の行事（追い山など）は前年と同様、次年夏まで延期して開催を見送るが、飾り山の展示は中洲流・千代流を除き7月1日から14日まで実施された。
2022年（令和4年）博多祇園山笠振興会の総会で、3年ぶりとなる舁き山の開催を決定した。ただし2022年は沿道での舁き山の観覧については自粛要請が出され、7月15日早朝の臨時電車・バスの運行は取りやめられた。翌2023年以降は舁き山の観覧の自粛要請がなくなり7月15日早朝の臨時電車の運行も再開された（バスは運行中止）。

### 山笠の形態（舁山笠と飾山）

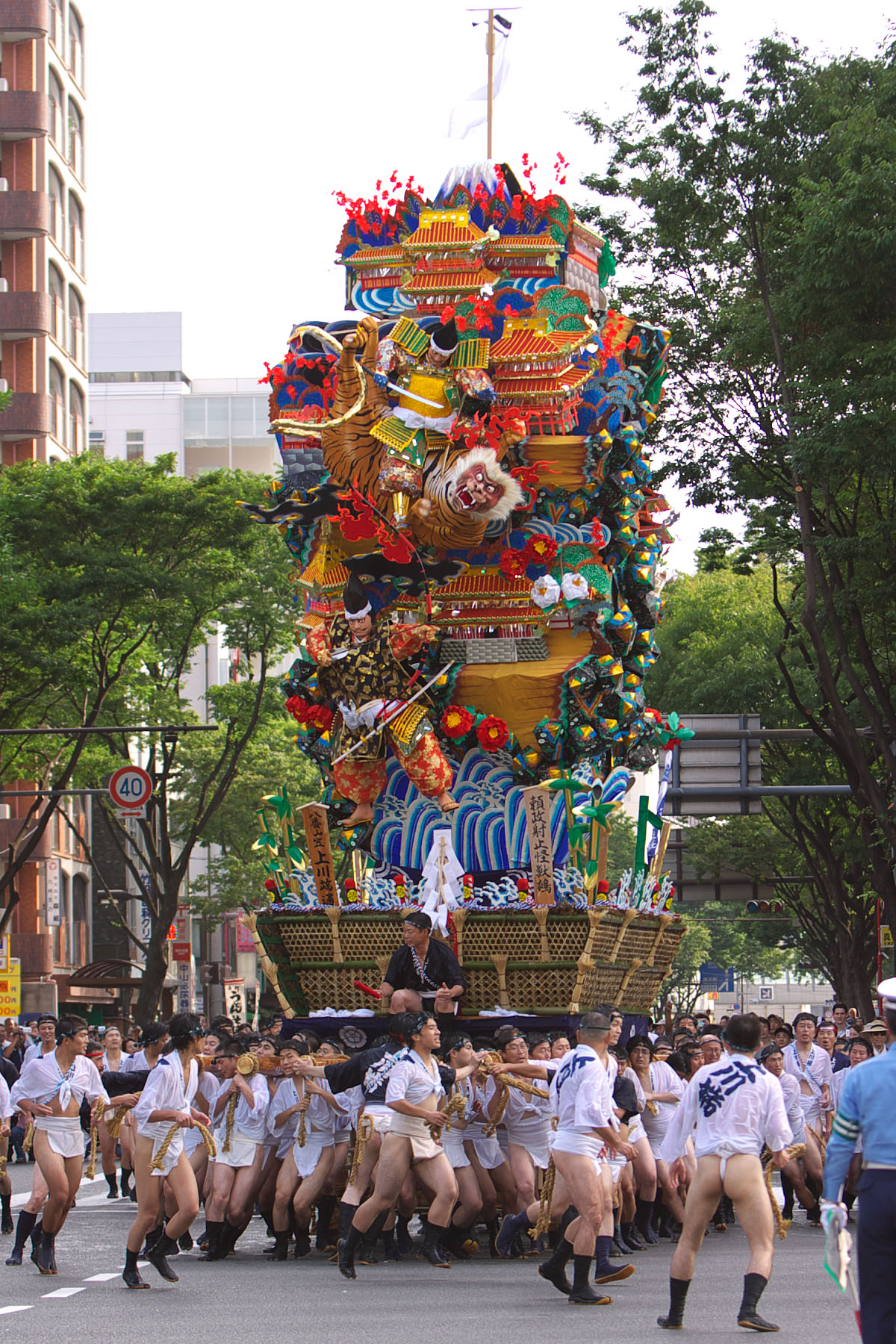
走る飾り山

一般の祭りの神輿や山車に相当する、御霊を宿らせる「御神入れ」するものを「山笠」や「ヤマ」と称する。山笠発祥とされる鎌倉時代の山笠の姿は明確でない。
山笠の規模は幕末から明治初期に最盛期となり、高さは五丈二、三尺（16メートル弱）に達した。一方、博多の街路には1883年（明治16年）には電信線が架設され、1890年（明治23年）まで低い山笠が製作されたが「団飯山（にぎりめしやま）」と揶揄されたという。1891年（明治24年）、山笠の高さを回復するため募金と陳情が行われ、逓信大臣の許可を得て電信柱21本を全長五丈のものとし、地上から高さ四条三、四尺になるよう取り替えられた。しかし、1896年（明治29年）の博多電灯設立後、1897年（明治30年）に街には電灯線及び電話線が架設されたため、この年は櫛田神社境内に観賞用の山笠一本を建て山舁きは行われなかった。さらに1898年（明治31年）に福岡県知事が山笠行事の中止を提議した。理由に山笠が電線を切断する事故が相次いだことが含まれ、従来の高い岩山笠は飾り置く「飾り山」とし、運行は3メートル程の「舁き山」を用いることとした。
これより前の江戸時代には路上に留め置いた状態の山笠を「据山（すえやま）」、舁き廻して運行されている状態の山笠を「舁山（かきやま）」と呼んでいた。しかし、明治30年代には観賞用の山笠を「据え山」のちに「飾り山」、山舁き用の山笠を「舁き山」と呼ぶようになった。1910年（明治43年）には市内で路面電車が開通して軌道上空に架線が設備されると、架線より高い山笠の運行が不可能となり「飾り山」と「舁き山」の分化は決定的となった。1979年（昭和54年）に市内の路面電車が全廃されると舁き山の高さは徐々に緩和され、現在は4.5メートルまでとなっている。
終戦までは、流ごとに飾り山の台座部分である山笠台に舁き山の飾りを載せ、飾り山と舁き山を同一の山笠と見なしたが、戦後は明確に分離され、多額の費用を要する飾り山は商店街や企業の協賛で建てることとなる。1964年（昭和39年）に川端通商店街（上川端通）は、山笠の分化前の姿を彷彿とさせる「走る飾り山」を復活させ、現在も櫛田入りを奉納している。ほかの舁き山よりもコースが短く設定され、櫛田入りなどの時間計測も参考記録としている。他の流の山笠が再び以前の形に戻す計画はない。
「走る飾り山」は電線や信号機・標識などに接触しない伸縮式である。飾り山は煙が出るが、最初は1991年（平成3年）末に公開された映画ゴジラvsキングギドラと協業で、八番山笠・上川端通のゴジラ人形から煙を吐き出した。
飾り山や山笠の人形の衣装の生地は長年、京都の西陣織を使用していたが、2002年（平成14年）より地元の博多織を人形の衣装の生地に使うようになった。

## 各流
山笠の所属する町内の組織的な団体を「流（ながれ）」といい、歴史的な変遷を経て、大黒流、東流、西流、土居流、恵比須流、千代流、中洲流の七流となっている。
博多祇園山笠では町ごとに子供、若手、中年、年世路が分けられ、それぞれ体力にあった役割を分担する年齢階梯制がとられている。
例えば大黒流であれば12の町で構成されており、各町には一般参加者（小学生以下の者と役員OBを含む）と町内役員がおり、若手（中学生以上）、赤手拭（実労部隊）、取締（町代表責任者）、町総代（町内会長）がいる。また、年令階梯制による役割に応じて頭に巻く手拭い（てのごい）の色と意匠が分けられている。

## 舁き山笠（舁き山）

### 構成
山笠の前方（舁き山笠の場合は進行方向）を表（おもて）といい、反対側の後方を見送り（みおくり）という。
- 先走り（前走り）[18] - 山笠の前方を進む者の総称[20]。子どもや年長者で構成され、招き板（流名や町名を書いた杉板）を持った子どもや招き旗（流名を染め抜いた旗）を持つ町総代が含まれる[20]。
- 前さばき - 山笠の前方で進む道を開けて運行を司る役割[16][17][20]。俗に憲兵ともいう[16]。
- 舁き手（かきて） - 舁き手は計26名で構成されるが、胡瓜舁（山笠の両側面）を4名としている流では計28名で構成される[20]。
  - 舁き山には6本の舁き棒が取り付けられるが、前後の端に6名ずつの計12名の“棒鼻”、台の前後に6名ずつ計12名の“台下”、台の両脇に2名または4名の“胡瓜舁（きゅうりがき）”が付き、計26名または28名の舁き手が配置される[20]。
  - 山笠の周囲には円滑な進行のために気を配りながら付き添う「台廻り」が付く（「台廻り」は役の名ではない）[20]。
  - 舁き手とは別に山笠の後方で逆三角形に隊列を組んで後方から押す「後押し」と呼ばれる人々が付く[20]。
- 鼻取り - 山笠の四隅の縄を握って舵をとる役割[16][17][20]。
- 台上り（だいあがり） - 山笠の台に上って指揮を執る役割の者をいう[16][17][20]。行事や範囲によって人数は変動するが、2人から6人が表（前側）と見送り（後側）に分かれて上がる[20]。
- 水担い（みずいない） - 山笠の後方で台上りが飲むための荷水桶を運ぶ[20]。
- 後走り（あとばしり） - 山笠の後方に付く年長者や交代要員[20]。

沿道のあちこちに水が用意されており、柄杓や桶を用いて、舁き山が通り過ぎる直前に舁き山や舁き手の前方から掛けられる。この水は“勢い水（きおいみず）”と呼ばれ、舁き山や舁き手を清める意味と共に、舁き手の冷却や乾燥による舁き山の崩壊を防ぐなどの役割がある。勢い水を掛けるのは主に、先走りの中の“水係”や沿道の住民である。

### 舁き手

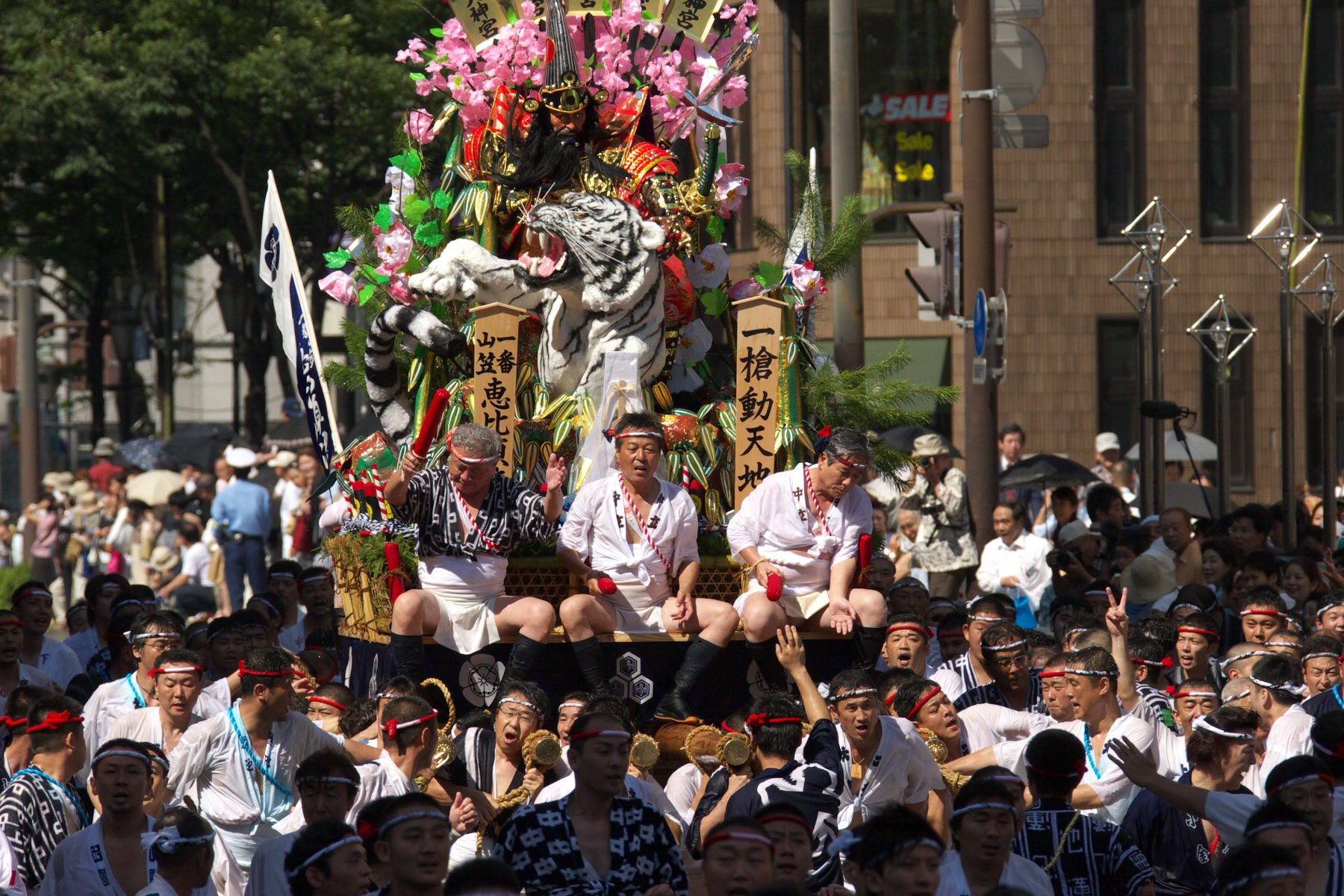
舁き山

実際に山を舁くときに身に着ける法被が水法被である。山笠に参加する舁き手たちは水法被に締め込み姿で貫かれ、足元は地下足袋と脚絆で、江戸時代までは締め込み一丁であった。1898年（明治31年）に裸体同然のスタイルを問題視して県議会で山笠を廃止する案が提出されたが、博多の反対派は玄洋社の進藤喜平太から紹介された古島一雄の助力で水法被を着用することで山笠廃止を撤回させ、以来現在まで水法被に締め込みのスタイルが続いている。
水法被のほか、舁き手は階級を表す手拭（てのごい）、役割を表す襷（ねじねじ）を装着、舁き縄を携帯（使わない時は締め込みに挟んでおく。昔は腰に巻いていた人もいたが現在は、ほぼいない）、台上がりは指揮棒（てっぽう）を持つ。鍵、財布、携帯電話、等は必要に応じて信玄袋に入れておく。言わば当番法被=タキシード、水法被=ユニフォーム、てのごい=階級章、ねじねじ=腕章、てっぽう=指揮棒に該当する。これらの衣服、物品は流または町内毎に決められており、流または町内のロゴが入った当番法被、水法被、てのごいは厳重に管理しておりインターネットオークションなどで部外者へ譲渡は認めていない。
一般に向けて「博多」のロゴ、または木瓜紋が入った、水法被、ねじねじ、てっぽう（ロゴ以外は上記と全く同じ）が土産物として市販され、締め込み、舁き縄などは舁き手と同じものが市販されている。成人は市販品を着用して祭りに参加出来ない。

### 装束
博多祗園山笠の法被には、実際に山を舁くときに身に着ける水法被と山笠期間中の正装とされる当番法被（長法被）の2種類がある。
水法被
水法被は白地に流や町名をデザイン化したものを染め抜いており、前を固く結ぶことになっている。
当番法被（長法被）
当番法被（長法被）は久留米絣で6月1日から山笠終了まで博多では冠婚葬祭においても正装として扱われる。
新型コロナウイルスの感染拡大により博多祇園山笠行事が延期になった2020年（令和4年）には、博多祇園山笠振興会総会により当番法被の着用は公式行事以外での着用は控えるよう通達が行われた。

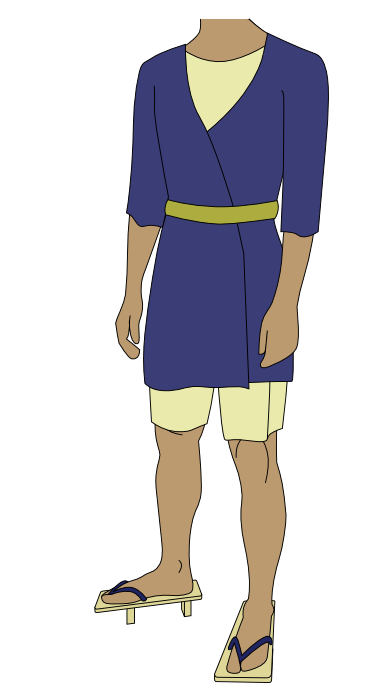
長法被
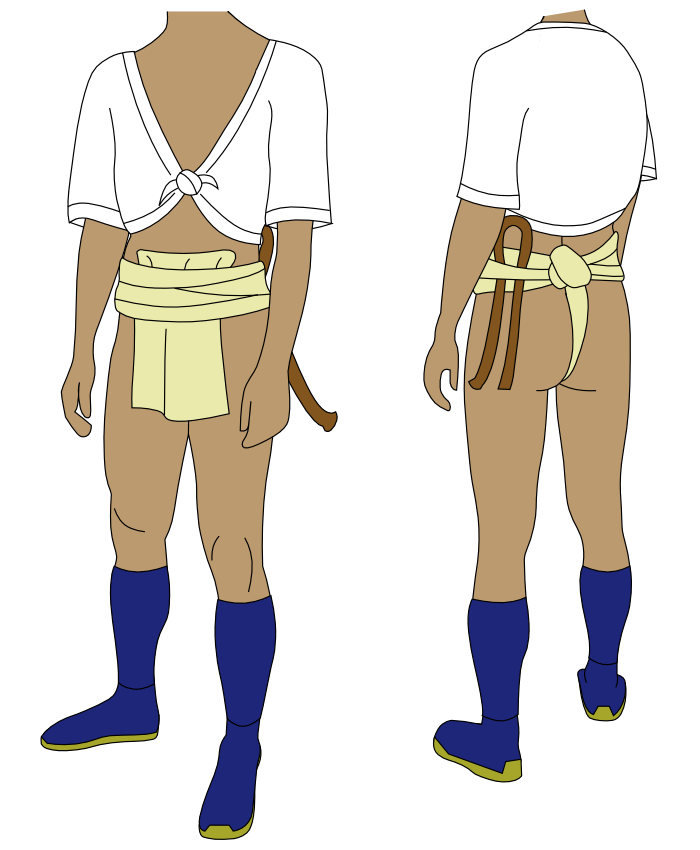
水法被に締め込み

### 掛け声
山笠の掛け声「おっしょい」は1996年（平成8年）に日本の音風景100選に、青森の「ねぶた祭り」の掛け声とともに選ばれた。
お汐井取りのときに「おしおい、おしおい」と言いながら取りにいった掛け声が訛って「おっしょい」となったという説がある。

### 追い山のコース
1〜7番山笠は櫛田神社、東長寺、承天寺、須崎町を通る。
現行コース
櫛田神社→（博多通り）→萬行寺前にある交差点を左折→（国体道路・国道202号）→祇園町交差点を左折→（大博通り・県道43号線）→約30m先の東長寺前の清道旗を通り転回→祇園町交差点を左折→（辻の堂通り・国道202号）→約70m先を右折→承天寺前（清道旗のある場所で折り返し）→（北西方向へ約1.2km直進）→左折→（恵比須通り）→左折→（大博通り・県道44号線/県道43号線）→約800m先の大博通りビジネスセンター前で右折→約130m先で右折→（北西方向へ約800m直進）→（西町筋・横町筋・土居通り・大黒通り）→廻り止め
追い山では1時過ぎから櫛田神社前の道路に山笠が次々に付けられる。
そして4時59分の大太鼓の合図で一番山が櫛田神社の境内へ進み、清道を半周したところで舁き山を神社の能舞台に向けて止め、桟敷の観客とともに「祝い目出度（祝いめでた）」を合唱をし、一気に街へ出る。以後、順次櫛田入りを行い7本の山笠が追い山コースを疾走する。最後に飾り山1本が櫛田神社の清道入りのみを行う。

### 直近の記録
7つの流れは7年に1度の割合で一番山笠を務めるが、流により当番町となる年が異なり、自分の地域が「一番山笠の当番町」に回ることは生涯一度の場合も多い。一番山笠を務めた翌年は七番山笠に回り、以後毎年番手を一つずつ上げる。順番は恵比寿流→土居流→大黒流→東流（旧東町流主体）→中洲流（1949年（昭和24年） - ）→西流（旧西町流主体）→千代流（1950年（昭和25年） - ）となる。

## 飾り山笠（飾り山）
舁き山笠と飾り山笠には通し番号が付される。一番から七番は舁き山笠を持つ流に割り当て、飾り山笠を設置する流は飾り山笠にも同じ番号を割り当てる。八番は上川端通、九番以降は飾り山笠のみの設置場所に割り当てられ、櫛田神社の飾り山笠は番外とされる。八番の上川端通と番外の櫛田神社を除き、割り当てる番号は毎年輪番である。また舁き山笠の番号は、そのまま追い山の出発順となっている。
飾り山笠は「表（正面）」と「見送り（背面）」で異なる題材の人形が作られる。題材は歴史上の出来事や講談の名場面を採るのが伝統だが、その年に放送中のNHK大河ドラマに合わせた題材や、見送りに若者や未成年者が見て喜ぶものを題材とすることもある。具体例としては『サザエさん』（新天町：2012年（平成24年）〜/博多駅商店連合会：2013年（平成25年）〜2015年（平成27年））、『アンパンマン』（渡辺通一丁目：2015年（平成27年）〜）、『機動戦士ガンダム』（上川端通：2024年（令和6年））、『【推しの子】』（上川端通：2025年（令和7年））等のアニメ、『華丸・大吉のなんしようと?』（博多駅商店連合会：2009年（平成21年）、2016年（平成28年））等の福岡ローカルのバラエティ番組、2019年度のラグビーワールドカップ（博多駅商店連合会：2019年（令和元年））のような記念イベント等を題材として人形が作られている。また福岡ドームの飾り山笠は表に福岡ソフトバンクホークスの選手の人形を飾るのが恒例となっている。

### 縁起物
飾り山笠は例年7月1日から7月15日まで公開され、追い山当日の0時になると一部を除き「山崩し」「山解き」などと称する解体作業が始まり姿を消す。
山笠人形や飾り物は伝統的に「福を招く縁起物」として、祭りが終わると争うように剥がされ、山笠台を残して取り壊されるものであったが、近年では「山笠シーズン以外でも観光客が見られるように」との配慮から、一部の飾り山笠に限り通年の常設展示が行なわれるようになっている。
舁き山笠も15日早朝の追い山を終え各町内へ戻った後、同様に解体されていたが、通年展示や安全性への配慮から取り止める流が相次ぎ、伝統的な「山崩し」で舁き山笠を解体している流は、2024年（令和6年）現在では西流のみとなっている。

### 飾り山笠設置場所
太字は、山笠期間外にも展示される飾り山笠。
- 番外・櫛田神社 - 山笠終了後も翌年5月までそのまま常設展示。テレビ放送による宣伝に貢献したKBCが奉納。
- 東流 - 呉服町ビジネスセンター内（呉服町交差点脇、福岡市地下鉄呉服町駅5番出口付近）。
- 中洲流 - Nパサール（中洲中央通り沿い）
- 八番山笠・上川端通（走る飾山） - 上川端通商店街（川端通商店街アーケード内南側）。山笠終了後は上川端通商店街のぜんざい広場に移設し「山崩し」の後骨格部材や一部の飾りを常設展示。
- 川端中央街 - 川端中央商店街（川端通商店街アーケード内北側）
- 博多リバレイン - 博多リバレイン北側歩道（博多リバレインとホテルオークラの間にある歩道上）
- キャナルシティ博多 - 中央・サンプラザステージ。
- 新天町 - アーケード内
- ソラリア - ソラリアプラザ内
- 博多駅商店連合会 - 博多駅博多口（JR博多シティ前）
- 渡辺通一丁目 - サンセルコ広場（渡辺通1丁目交差点脇）
- 福岡ドーム - MARK IS福岡ももち内。
- 天神一丁目 - 大丸福岡天神店パサージュ広場。山笠終了後は九州国立博物館に移設し期間限定展示。2019年（令和元年）は開館30周年を記念しイムズで展示。
- 福岡空港（国際線ターミナル） - 山笠終了後に舁山笠人形を展示。

千代流は2019年（令和元年）まで西部ガス本社に飾り山笠を建てていたが、2022年（令和4年）以降は飾り山笠を中止している。

## 子供山笠
1950年（昭和25年）から唐人町に飾り山笠を建て、子供山笠4本を各町内会にて運営した歴史がある。寿通の子供山笠は子供たちに地域の伝統を理解させるために開始された。寿通子供山笠は現在の博多小学校子供山笠となっている。走る飾り山笠で有名な上川端通子供山笠を運営したことがある。現在、子供用の舁き山は3台有り、大人の舁き山を2/3に縮小した形で同地区の飾り山共々、アニメや子供番組のキャラクターを題材にする場合が多い。何れも7月1日から8日の間の金曜日から日曜日にかけて主に流れ舁きを行う。少女は小学校低学年まで参加できる。台上がりは8から10名で出来るだけ多くの参加者が台上がり出来るように停止中に台上がりが交代する場合が多い。
千代小、博多小、RKB子供山笠教室や中央区天神の新天町で行なわれる子供山笠は少女も参加できる。これらに参加する少年少女は大人と同様、水法被を羽織った締め込み姿になる。締め込みは大人用とは違い幅18センチ長さ3.5メートルの柔らかい白い布を締めこむ場合が多い。幼児は取り廻し（力士の廻しに付ける下がりに似た物）や伊達下がりを付ける場合がある。子供山笠の様子は新聞やテレビなどで紹介されている。

### 博多小学校
戦前にも子供山笠が有ったが中絶し、上記の趣旨から1970年（昭和45年）に当時の奈良屋小学校で開始された。学校の統廃合に伴い、博多小学校の行事となった。博多流と称する。学区の大部分が何れかの流に属することから参加者の大部分は各自で用意した属する流または町内の水法被を着用、締め込みも各自で用意する場合が多く白の他、黒や赤もある。学区の一部に山笠に不参加の流や流に属さない地区があることから、そこからの参加者は学校が用意した「博多小」または「山かき子」のロゴが入った水法被と白の締め込みを着用する。水法被は世話役（教職員）も着用する。舁き山はRKB子供山笠教室と共用する。

### RKB子供山笠教室
1981年（昭和56年）からRKB子供山笠教室が開始された。小学生の男子児童の参加者300名を放送エリアから幅広く一般募集する。参加者は当日、櫛田神社に集合、主催者が用意した背に「山かき子」、襟に「博多子供やま」または「博多子供山笠」、袖に「RKB」のロゴが入った水法被と白の締め込みを着用する。締め込みは各自で用意したものも認められる。世話役はスポンサーのハウス食品が提供する「うまかっちゃん」の赤いロゴが入った水法被を着用する。博多小の参加者が舁いて来た舁き山が神社境内に着いたところで山を交代で舁く。この様子は後日放送される。

### 千代流 子供山笠
1987年（昭和62年）千代小学校の創立百年を記念し、上記と同様の趣旨で開始された。学区のほぼ全てが千代流と一致することから参加者は「千代」のロゴが入った水法被と白の締め込みを着用、主に学区内で流れ舁きを行う。2012年（平成24年）からは櫛田入りも行っている。

### 新天町
福岡部で大人子供を通して唯一の舁き山。元々博多部と関係が深い事や転勤で福岡部の人口が増えたことから上記と同様の趣旨で1980年（昭和55年）に発案、1988年（昭和63年）に寿通（大黒流）の協力で開始された。1991年（平成3年）から自前の舁き山を導入した。参加者は「新天町」のロゴが入った水法被と白の締め込みを着用する。世話役は「新天」のロゴが入った長法被を着用。博多部からも世話役の応援を受ける。新天町エリア内の流れ舁きとなり、博多部には入らない。

## 祭礼期間

### 日程
- 7月1日
  - 注連下ろし - 7月1日の早朝、各流、各町において、笹竹を立て注連縄を張り、区域内を清める（恵比須流は伝統的に6月1日に実施している）[26]
  - 飾り山笠公開 - 市内14ヶ所において山笠が披露され15日未明まで飾られる（櫛田神社の飾り山笠は年中公開）[26]。
  - ご神入れ - 山笠に神を招き入れるための神事で、飾り山笠から先行し、舁き山笠については7日までに執り行う（櫛田神社の飾り山笠は6月30日に実施）[26]。
  - 当番町お汐井取り - 7月1日夕方、各流の当番町の舁き手が締め込みや法被姿で東区箱崎浜において「お汐井」と呼ばれる清めの砂を採って身を清め、その後に筥崎宮と櫛田神社に参拝する[26]。禊（みそぎ）の一種とされ、安全祈願や足慣らしの意味がある[16]。
- 7月9日
  - 全流お汐井取り - 7月9日夕方、舁き山笠の各流の者が上のお汐井取りを行う[26]。
- 7月10日
  - 流舁き - 夕方、各流で区域内を山笠を舁いて回る[26]。
- 7月11日
  - 朝山 - 5時から6時頃にかけて各流で区域内を舁き山笠で走る[26]。祝儀山あるいは縁起山ともいう[16][26]。各町で貢献のあった長老などが台に上がるほか、子どもを台に上げる流もある[26]。
  - 他流舁き - 千代流、大黒流、東流、中洲流が実施しており、夕方、自流の山笠を区域外まで繰り出す[26]。相互表敬訪問の意味がある[16]。翌日に追山ならしを控えているため櫛田入りの稽古を行う流もある[26]。
- 7月12日
  - 追山馴 - 15日の追い山の予行演習にあたり、櫛田入りの後、約1kmほど短縮された約4kmのコースで行われる[26]。15時59分に一番山笠が山留をスタートする。
- 7月13日
  - 集団山見せ - 商人の町である博多から舁き山笠が那珂川を渡って城下町の福岡に乗り入れる一年で唯一の日[26][27]。阿部源蔵が福岡市長を務めていた1962年（昭和37年）に福岡市の要請で始まった[27]。明治通りの博多区呉服町交差点を起点として那珂川にかかる西大橋を渡り、アクロス福岡まで一直線に走った後、左折して福岡市役所前までの約1.3kmを走る[27]。15時30分に一番山笠がスタートする[27]。福岡と博多の知名士が台上がりすることでも知られる[27]。元来は各流独自に他流舁と称して福岡部に舁入っていたものを興行性を高めるために13日にまとめて福博の知名士を台上がりさせた。当初は不参加の流もあった。開始当時は蔵本交差点から福岡中央郵便局までを使用した。2009年（平成21年）までは、市役所へ来た舁山笠は国体道路を通り中洲を経由して各流の地域へ戻ったが、舁山笠が中洲へ向かう際に一時通行止で国体道路が渋滞がし、解消策として2010年（平成22年）以降は市役所から呉服町交差点まで明治通りを通る復路を設定した。
  - 追善山 - 集団山見せが終わり自分の流れに帰った後で山笠に功績のあった故人を供養する[16]。
- 7月14日
  - 流舁き - 夕方、本番直前の最終調整として行われるもので、7月14日の流舁きを実施するのは恵比須流、土居流、大黒流、中洲流、西流である[26]。

- 7月15日

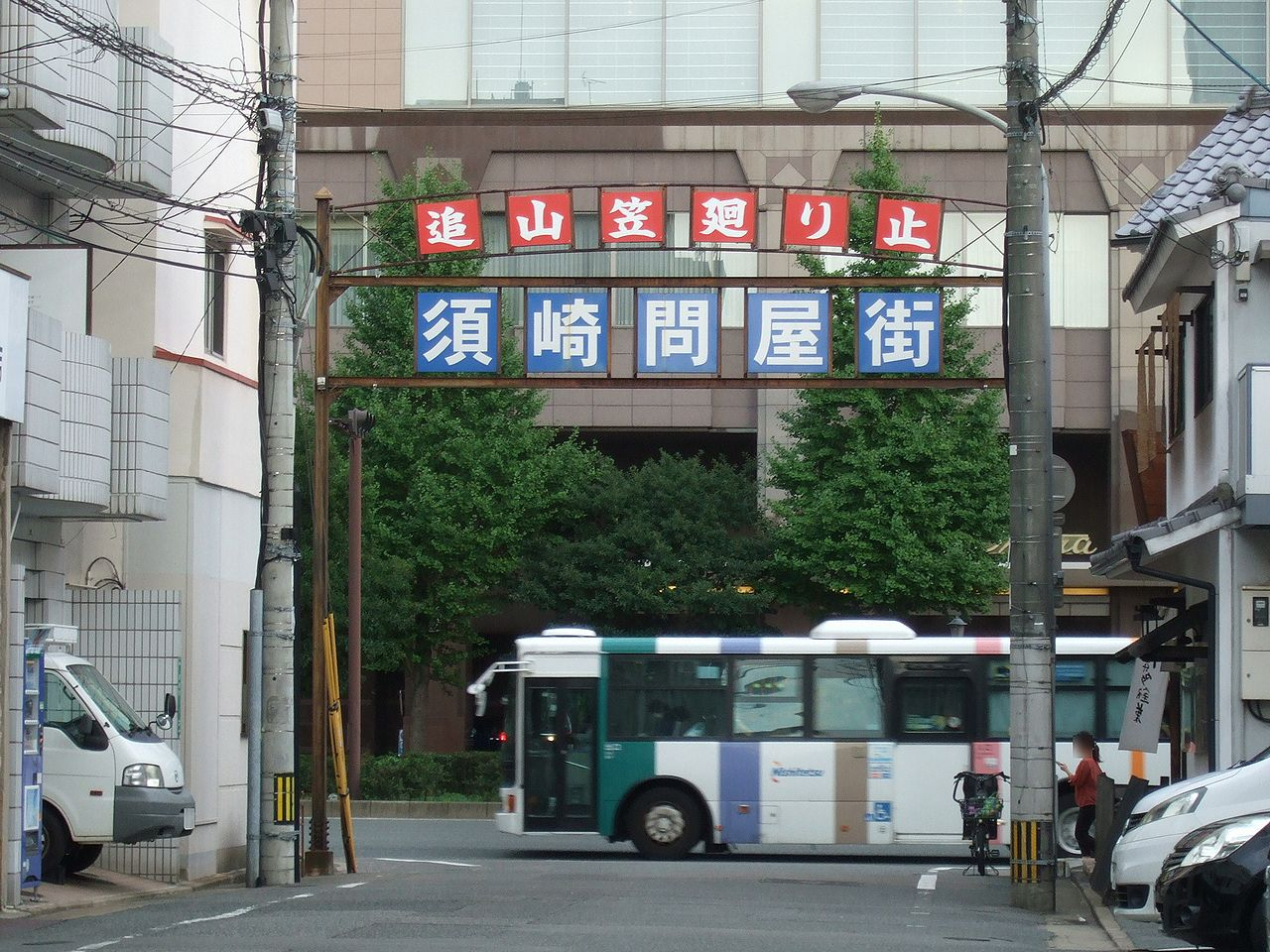
追山笠廻り止

  - 追山笠 - 一般的には追い山と呼ばれることが多い。4時59分に一番山笠が山留をスタート、博多の総鎮守櫛田神社境内の清道を回って奉納する。一番山笠から6分後に二番山笠が出発し、以後5分おきに出発し、須崎町の廻り止めまで約5kmのコースを駆ける[26]（八番山笠は別コース）。
  - 鎮めの能 - 櫛田神社境内の能舞台で6時頃から奉納される[26]。

11日、14日の「流舁」は「追善山」の行事が行われることがある。これは1年の間に亡くなった各流の山笠功労者遺族の家の前まで舁山を舁いて、祝いめでたと博多手一本を捧げ故人の冥福を祈るものである。「神事」で遺族はその年の山笠行事に関わることができない。

### キュウリ断ち
山笠期間中は山笠関係者はキュウリを食べることが御法度とされており、これはキュウリの切り口が櫛田神社の神紋の一つである祇園の神紋と似ているためといわれている。櫛田神社や京都・八坂神社など水天神系の神紋の図柄は木瓜（ボケ）の花である。「夏が旬のキュウリを断ってまで祭りに懸ける」意気込みとする説もある。しかしながら「石城志」によれば”此祭りに胡瓜を食ふ事を禁ずべきのいわれなし”とある。

## テレビ放送
テレビ放送は基本的にTVQ九州放送を除く在福テレビ各局が行っている。各局とも男性アナウンサーや出演タレントが各流に食い込んで実際に山を舁いたり、舞台裏を取材・報告したりしている。各局の追い山中継では、毎回中央の有名タレントをゲストに迎えて中継している。全国ネットではBS-TBS（RKB毎日放送制作）が生中継している（2023年（令和5年）現在）。各社の中継放送を下記する。
NHK福岡放送局・NHK北九州放送局（ネット受け）　『生中継!博多祇園山笠20○○』
- 「追山笠」を中継。
- 総合テレビでは福岡県内のみに生中継。2010年（平成22年）から2019年（令和元年）までBShi（2010年（平成22年））→BSプレミアム（2011年（平成23年）から2019年（令和元年）まで）でも生中継を行っていた[注釈 4]。2022年は、『国際報道2022』、『NHKニュースおはよう日本』5時台・6時台前半は、臨時非ネットとなる。2023年（令和5年）は、『国際報道2023』、『NHKニュース』5時台・『気象情報（全国）』他土曜放送番組、『NHKニュースおはよう日本』6時台前半の一部は、臨時非ネットとなる。
- 2022年（令和4年）からNHKプラスのご当地プラスで、本放送終了後2週間見逃し配信を行っている。2023年（令和5年）は、追山笠中に事故があったことを受けて（後述）、NHKプラスでの見逃し配信を中止した。
- ハイスピードカメラも導入している。
- 5.1サラウンド音声での中継である。
- BSプレミアム（2010年（平成22年）まではBS2）でダイジェスト版を2019年（令和元年）まで録画放送されていた。
- 2020年（令和2年）は新型コロナウイルス感染拡大で追い山中継中止になったことにより、7月18日に『実感ドドド!@福岡「みんなの山笠SP」』と『疾走する男たち 山笠その瞬間』を博多っ子熱狂山笠特集番組が放送された。更に2021年（令和3年）も新型コロナウイルスの影響で追い山中継が2年連続中止になったことにより、7月15日に特別番組『来年こそ!博多祇園山笠』が放送された。
- 以前は佐賀県や九州・沖縄ブロックネットで生中継したこともあった。

九州朝日放送　『20○○年博多祇園山笠追い山中継「走れ!山笠」』
- 「追山笠」を中継。山笠中継として最も歴史があるのはKBC『走れ!山笠』で、福岡進出時に一時中洲のビルに局舎を構えていたことがきっかけとなっている。
- KBCは基本がブロックネット（長崎文化放送・熊本朝日放送・大分朝日放送・鹿児島放送・山口朝日放送）。かつてはABCテレビ・テレビ朝日・メ〜テレなどでも放送されていたが、九州・山口以外では開催曜日によって視聴不能のケースが多い。2017年（平成29年）は、テレビ朝日系列で放送されている、『第72回全米女子オープン選手権・2日目』の中継は、KBC以外の放送となった。2019年（令和元年）はBS朝日とKBCラジオでも同時ネットした。2020年（令和2年）は新型コロナウイルス感染拡大で追山笠中継が中止になったことにより、7月11日に特別編が放送された。更に2021年（令和3年）も新型コロナウイルスの影響で追い山中継が2年連続中止になったことにより、7月15日に特別編が放送された。
- 総集編も放送している。
- KBCは運営に協力しており、前述の櫛田神社常設飾り山奉納に加え、アナウンサーを場内放送担当として派遣している。2024年（令和6年）現在では長岡大雅。見返りにテレビ放送席が本部能舞台横に設置されている。

RKB毎日放送　『勇壮!博多祇園山笠!20○○』
- 「追山笠」を中継。RKBは単独放送。同局は1983年（昭和58年）より生中継を開始[32]。2010年（平成22年）以降はBS-TBSでも飛び乗りで同時ネットしている。2018年（平成30年）は、TBS系列で放送されている『音楽の日』をネットワークセールス終了後の飛び降りポイントの関係上0:45で飛び降りて、本番組の開始時刻まで遅れネットのバラエティ番組で穴埋めしていた。ダイジェストは、10:30から11:24まで放送。2020年（令和2年）は新型コロナウイルス感染拡大で追山笠中継中止になったことにより、7月12日に特別編が放送された。更に2021年（令和3年）も中止になったことにより、7月10日に特別編が放送された。
- サラウンド音声での中継である。こうしたこともあってRKBは記録保存に協力しており、山笠振興会が公開している追山笠の公式動画はRKBが提供したものである。
- RKB子供山笠教室を主催しており、この様子は後日ダイジェスト放送する。

福岡放送
- 毎年「追山馴」を中継。『めんたいワイド』がスタートしてからは、そのスペシャル番組という形での放送が多い。ただし、当日が土曜・日曜となる場合は特別編成等の関係で録画放送ないし放送されないこともある。
- 2024年（令和6年）は5:20からの『バリはやッ!ZIP!』内で、随時「追山笠」を生中継した。櫛田入りのVTRを交えながら、FBSアナウンサーの檜垣すみれが、大博通り、旧西町筋、廻り止め、大黒流の山小屋付近を移動してリポートした。
- 日本テレビ系『ズームイン!!朝!』で流から全国へ生中継した。

テレビ西日本
- 「集団山見せ」を中継。基本は生中継であるが、当日が土曜・日曜となる場合は特別編成や競馬中継等の関係で翌日録画放送する。

## アクセス

### 交通機関の臨時編成
追い山は公共交通機関が通常運行しない早朝に催行されるため、当日には福岡都市圏の各交通事業者が観客輸送を目的として朝3時前後に始発し4時前後に最寄り駅に到着する臨時列車を運行する。
- 九州旅客鉄道（JR九州） - 博多駅に朝4時過ぎに到着する臨時普通列車「博多山笠号」を鹿児島本線（門司港発・久留米発）、福北ゆたか線（直方発）、筑肥線（筑前前原発）で運転している。門司港駅からは特急「きらめき」の臨時便も運転される。かつては大牟田もしくは荒尾発が運行されていたが2013年（平成25年）以降は久留米発（年によっては隣の荒木発）となっている。筑前前原発は空港線に直通する。
- 西日本鉄道（西鉄電車） - 天神大牟田線（大牟田発、花畑発各1本）と貝塚線（西鉄新宮発2本）で臨時列車を運行する。2019年（令和元年）の時点で花畑以南での運転は中止されていたが、2023年（令和5年）より再び大牟田発が運行される。大牟田発は同年は普通（西鉄柳川駅で車両交換）だったが、2024年（令和6年）は急行となり、西鉄二日市駅で花畑発の普通を追い抜くダイヤとなった。2025年（令和7年）は花畑以南での運転は中止された。
- 福岡市地下鉄 - 空港線（一部はJR筑肥線筑前前原直通）・箱崎線・七隈線の3路線全線で朝3時頃から通常の始発時刻まで臨時列車を運行する。

なお2019年（令和元年）までは福岡市内各地（一部は市外都市圏）と櫛田神社周辺部の停留所との間を結ぶ臨時バスも運行されていたが、鉄道の臨時列車が運行再開された2023年（令和5年）以降も臨時バスについては運行されない。2013年（平成25年）実績では30路線43本が運行されていた。2019年（令和元年）には早朝割増運賃（片道普通運賃の2倍額）が適用された。

### 最寄り駅
最寄り駅は以下の駅。
- 櫛田神社前駅（地下鉄七隈線） - 櫛田神社の最寄り駅。
- 祇園駅（地下鉄空港線） - 空港線の櫛田神社最寄り駅。清道旗の置かれる東長寺前・承天寺前に近い。
- 呉服町駅（地下鉄箱崎線） - 駅前が追山笠コース。
- 中洲川端駅（地下鉄空港線・箱崎線） - 廻り止め最寄り駅。
- 博多駅 - JRの最寄り駅であり、博多口より徒歩圏に櫛田神社や清道旗があるほか地下鉄への乗り換えも可能。
- 西鉄福岡（天神）駅（西鉄天神大牟田線） - 西鉄電車の最寄り駅。櫛田神社、廻り止めまで約1km。地下鉄への乗り換えも可能。

## 博多祇園山笠をテーマとした作品
漫画
- 『博多っ子純情』（長谷川法世作。1976年（昭和51年）から1983年（昭和58年）まで『漫画アクション』で連載）

1978年（昭和53年）12月2日に映画化される。
テレビドラマ
- 『走らんか!』（NHK連続テレビ小説、1995年（平成7年）10月2日 - 1996年（平成8年）3月30日。原作：長谷川法世）
- 『クッキングパパ』（フジテレビ、2008年（平成20年）8月29日：博多祇園山笠シーズンの設定）
- 『めんたいぴりり』（テレビ西日本、2013年（平成25年）8月3日、5日 - 29日：主人公のモデル川原俊夫は中洲流の創設に携わったため）

映画
- 『網走番外地 悪への挑戦』（1967年（昭和42年）、東映：石井輝男監督、高倉健主演）

歌
- 『博多っ子純情』（チューリップ）

1977年（昭和52年）に発売されたアルバム『WELCOME TO MY HOUSE』に収録されているが、同名の映画音楽としては使用されていない。
- 『博多純情』（鳥羽一郎）
- 『博多追い山青春ならし』（ピース）
- 『オイサ〜幻の福神流』（上田雅利（チューリップ））
- 『博多山笠女節』（長山洋子）

その他
- レリーフ鑄造大壁画（西島伊三雄、1976年（昭和51年）博多駅正面コンコース[34][35]）

## 山笠に関するトピック
- 博多祇園山笠に参加し、またはした事がある著名人としては、長谷川法世（漫画家）、博多華丸（博多華丸・大吉）、下畑博文（パタパタママ）、中島浩二（ローカルタレント。テレビ西日本『生放送てんじんNOW!』などに出演）、小松政夫（タレント）、上田雅利（ミュージシャン・チューリップのドラマー）らがいる。
  - 長谷川、小松、上田は地域出身者である。
  - 華丸、中島は地域外の出身であるため、地域の有力者から特別に参加の許可を貰っている[注釈 5]。
- 西鉄ライオンズが山笠の時期に開催していた平和台球場でのホームゲームを「山笠シリーズ」と呼んでいた。この伝統は福岡ソフトバンクホークスに引き継がれ、始球式に水法被に締め込みの舁き手（時には少年）が登板するのが特徴。ただし現在は「鷹の祭典」の名を使うことが多くなっている。
- 山笠の開催される博多中心部の外側を福岡高速道路が通過しているが、建設の際には山笠の上を人車が通ることになることへの反発もあり、地元との調整が行われている[36]。
  - 呉服町出入口付近では恵比須流の清道（山笠のルート）と交差することとなり、出入口を急勾配にして距離を短縮した他、山笠の経路も変更を行い、旧ルートに関するレリーフも設置された。
  - 千代流の山笠が通過する箇所では、高架橋の裏に、「ここには雲しかない」という意味として「雲」のプレートを設置するという対策が行われた。
- Jリーグのアビスパ福岡の応援の一つに山笠の掛け声をモチーフにしたものがある。これは主にセットプレーや相手ゴール前の攻撃時などのアビスパのチャンスの時に使用される。2017年より勝利試合後に博多手一本が行われている。
- 主に九州地区で発売される商品に、山笠の絵図が用いられるものがある。「うまかっちゃん」（ハウス食品、インスタントラーメン）は、福岡市出身のグラフィックデザイナー・西島伊三雄によるパッケージ画である。ほか、「本場博多ラーメン」（2009年（平成21年）頃。グリコ栄養食品、家庭用生ラーメン）など。
- 博多祇園山笠をモチーフとし締め込み姿とした「ハローキティ」のキャラクターが描かれたタオルが、2013年（平成25年）7月に発売される予定となっていたが、これについて、尻が見える姿に対し様々な物議が醸されることとなり、これを受け博多祇園山笠振興会が、製造・販売を請け負うあすなろ舎に対し発売に難色を示したことなどで、同年6月28日に発売中止が決まった[37]。
- 1980年（昭和55年）に、ハワイ州、ホノルルで行われた、アロハウィークフェスティバルに舁き山笠行事が参加。1988年（昭和63年）にオーストラリア、ブリスベン国際レジャー博覧会に、ニュージーランド、オークランドで開催されたジャパンウィークにも参加するなど、国際親善としても成功をおさめた[38]。
- 2019年（令和元年）、日本で開催され、福岡市内でも試合が開催されたラグビーワールドカップ2019に際しては、博多駅コンコースに飾り山が据えられていた。この飾り山は同年の祭礼期間中にラグビーワールドカップをテーマに博多駅前に飾られていた山笠を縮小のうえ再利用したものである[39]。
- 祭りの期間中の名物として親しまれているのが「祇園饅頭」である。櫛田神社の神紋を付けるため、販売が許されているのは松屋菓子舗[注釈 6]・石村萬盛堂・鈴懸の3軒のみである。3軒の店舗や櫛田神社の境内で販売される。
- 2023年（令和5年）は4年ぶりの開催であったが、この年は、博多駅商店連合会の飾り山笠の設営中に転落して死亡する、追い山の櫛田入りの際に中洲流と千代流で台上がりを務めた者が落下する、千代流の舁き手に参加した50代の男性が追い山で転倒後に病院で死亡するなど[40][41][42][43][44]、深刻な事故が相次いだ。追い山での舁き手の死亡事故は、振興会が把握している限り初めてである[45]。